# Harper (Kansas)
Pour les articles homonymes, voir Harper.
Harper est une ville américaine située dans le comté de Harper, au Kansas. Selon le recensement de 2020, sa population est de 1 313 habitants.

## Histoire
Les premières habitations y ont été créées en 1877, quatre ans après la création du comté et un an après les premières colonies sur place. Elle est nommée en l'honneur de Marion Harper, membre du deuxième régiment de cavalerie du Kansas (en), décédée pendant la guerre de Sécession. La ville est incorporée en 1880, date à laquelle les premières élections y sont organisées.